# Igreja da Virgem Peregrina (Pontevedra)
A Igreja da Virgem Peregrina (em galego:  Capela da Virxe Peregrina) é um edifício religioso situado em Pontevedra, e declarado como Bem de Interesse Cultural.  Foi construído a 18 de junho de 1778, seguindo um projeto de Antonio Souto, costeado pela confraria da sua consagração. A primeira missa foi celebrada a 2 de agosto de 1794.

## História
A origem da capela remonta ao ano de 1753, data em que foi fundada uma congregação dedicada ao culto da Virgem do Caminho, que posteriormente deu lugar na Congregação de Nossa Senhora do Refúgio a Divina Peregrina (Congregación da nosa Señora do Refuxio a Divina Peregrina).
Em 1757 elaborou-se um altar para a imagem da Virgem Peregrina na, já existente, Capela de Nossa Senhora a Virgem do Caminho, o que resultou no aparecimento de problemas próprios com o passar do tempo, de ter duas imagens com diferente tutela (recolha de esmolas, repique dos sinos...) entre a Confraria da Peregrina e a da Virgem do Caminho, proprietária da capela.
A justiça e o governo municipal, por estes e outros motivos, ordenou tirar a imagem e o retábulo do edifício, que se deslocam a uma nova capela de madeira num soar extramuros, junto à Porta de Trabancas. Dois anos depois, ao abrir uma canteira num monte, numa propriedade de um dos membros da congregação em Santo Amaro de Moldes, põe-se a primeira pedra do santuário. Sua construção é concluída em 1792, ano em que se penduram os sinos, a porta, os vitrais e mais tarde o  adro, consagrado dois anos depois.
Até 1795, devido a uma trovoada que causou graves danos ao edifício, a parte da torre norte é derrubada, e só foi arrumada oitenta anos depois (1873). A cidade sofreu uma importante remodelação urbanística durante o século XIX, e o adro foi substituído por uma grande escadaria.
Em 1981 é realizada a primeira restauração do Santuário para reparar os danos estruturais importantes (no qual havia grandes rachaduras no edifício, produzidas por uma deslocação dos pilares). Foi levada a cabo por César Portela e Xosé Bar Boo.
O edifício foi submetido a uma profunda reabilitação entre 2007 e 2008, devido ao peso da construção e a falta de contrafortes, bem como o impacto de diversos raios, a construção sofria sérios danos. Também se restauraram os vitrais, os muros, a pintura e o relógio da torre, entre outros elementos.
No ano de 2011 foi declarada um Bem de Interesse Cultural.